# Campeonato Mundial de Handebol Masculino de 2007
A 20a edição do Campeonato Mundial de Handebol aconteceu entre 19 de janeiro e 4 de fevereiro de 2007, na Alemanha.

## Sedes
| Grupo      | Cidade     | Instalação             | Capacidade |
| ---------- | ---------- | ---------------------- | ---------- |
| A          | Wetzlar    | Arena Rittal           | 5.000      |
| B          | Magdeburgo | Bördelandhalle         | 7.850      |
| C          | Berlim     | Pavilhão Max Schmeling | 10.000     |
| D          | Bremen     | Pavilhão AWD           | 9.200      |
| E          | Kiel       | Ostseehalle            | 10.200     |
| F          | Stuttgart  | Porsche Arena          | 6.100      |
| 1          | Dortmund   | Westfalenhalle         | 12.000     |
| 1          | Halle      | Estádio Gerry Weber    | 11.000     |
| 2          | Mannheim   | Arena SAP              | 13.200     |
| Fase Final | Colônia    | Kölnarena              | 19.000     |
| Fase Final | Hamburgo   | Arena Color Line       | 12.500     |

## Grupos
| Grupo A     | Grupo B   | Grupo C   | Grupo D | Grupo E   | Grupo F       |
| ----------- | --------- | --------- | ------- | --------- | ------------- |
| Tunísia     | França    | Alemanha  | Espanha | Dinamarca | Croácia       |
| Eslovênia   | Islândia  | Polónia   | Chéquia | Noruega   | Rússia        |
| Kuwait      | Ucrânia   | Brasil    | Egito   | Hungria   | Marrocos      |
| Gronelândia | Austrália | Argentina | Catar   | Angola    | Coreia do Sul |

## Fase Preliminar
Os dois primeiros de cada grupo avançam à Próxima Fase. As equipes restantes se enfrentam pelas posições de 13 a 25.

### Grupo A
| Time        | P | V | E | D | GP  | GC  | SG  | Pts. |
| ----------- | - | - | - | - | --- | --- | --- | ---- |
| Eslovênia   | 3 | 3 | 0 | 0 | 102 | 71  | +31 | 6    |
| Tunísia     | 3 | 2 | 0 | 1 | 97  | 77  | +20 | 4    |
| Kuwait      | 3 | 1 | 0 | 2 | 85  | 94  | -9  | 2    |
| Gronelândia | 3 | 0 | 0 | 3 | 68  | 110 | -42 | 0    |

- Resultados

| Data     | Hora² | Partida¹    | Partida¹ | Partida¹    | Resultado |
| -------- | ----- | ----------- | -------- | ----------- | --------- |
| 20.01.07 | 18:00 | Eslovênia   | -        | Gronelândia | 35-21     |
| 20.01.07 | 20:00 | Tunísia     | -        | Kuwait      | 34-23     |
| 21.01.07 | 16:00 | Gronelândia | -        | Tunísia     | 20-36     |
| 21.01.07 | 18:00 | Kuwait      | -        | Eslovênia   | 23-33     |
| 22.01.07 | 18:00 | Kuwait      | -        | Gronelândia | 39-27     |
| 22.01.07 | 20:00 | Tunísia     | -        | Eslovênia   | 27-34     |

- (¹) -  Todos em Wetzlar
- (²) -  Hora local da Alemanha (UTC +1)

### Grupo B
| Time      | P | V | E | D | GP  | GC  | SG  | Pts. |
| --------- | - | - | - | - | --- | --- | --- | ---- |
| França    | 3 | 2 | 0 | 1 | 103 | 63  | +40 | 4    |
| Islândia  | 3 | 2 | 0 | 1 | 106 | 76  | +30 | 4    |
| Ucrânia   | 3 | 2 | 0 | 1 | 90  | 79  | +11 | 4    |
| Austrália | 3 | 0 | 0 | 3 | 48  | 129 | -81 | 0    |

- Resultados

| Data     | Hora² | Partida¹  | Partida¹ | Partida¹  | Resultado |
| -------- | ----- | --------- | -------- | --------- | --------- |
| 20.01.07 | 16:00 | Islândia  | -        | Austrália | 45-20     |
| 20.01.07 | 18:00 | França    | -        | Ucrânia   | 32-21     |
| 21.01.07 | 16:00 | Austrália | -        | França    | 10-47     |
| 21.01.07 | 18:00 | Ucrânia   | -        | Islândia  | 32-29     |
| 22.01.07 | 18:00 | Ucrânia   | -        | Austrália | 37-18     |
| 22.01.07 | 20:00 | França    | -        | Islândia  | 24-32     |

- (¹) -  Todos em Magdburgo
- (²) -  Hora local da Alemanha (UTC +1)

### Grupo C
| Time      | P | V | E | D | GP | GC | SG  | Pts. |
| --------- | - | - | - | - | -- | -- | --- | ---- |
| Polónia   | 3 | 3 | 0 | 0 | 87 | 63 | +24 | 6    |
| Alemanha  | 3 | 2 | 0 | 1 | 84 | 69 | +15 | 4    |
| Argentina | 3 | 1 | 0 | 2 | 57 | 81 | -24 | 2    |
| Brasil    | 3 | 0 | 0 | 3 | 65 | 80 | -15 | 0    |

- Resultados

| Data     | Hora² | Partida¹  | Partida¹ | Partida¹  | Resultado |
| -------- | ----- | --------- | -------- | --------- | --------- |
| 19.01.07 | 17:30 | Alemanha  | -        | Brasil    | 27-22     |
| 20.01.07 | 19:30 | Polónia   | -        | Argentina | 29-15     |
| 21.01.07 | 15:30 | Brasil    | -        | Polónia   | 23-31     |
| 21.01.07 | 17:30 | Argentina | -        | Alemanha  | 20-32     |
| 22.01.07 | 17:30 | Alemanha  | -        | Polónia   | 25-27     |
| 22.01.07 | 19:30 | Brasil    | -        | Argentina | 20-22     |

- (¹) -  Todos em Berlim
- (²) -  Hora local da Alemanha (UTC +1)

### Grupo D
| Time    | P | V | E | D | GP  | GC  | SG  | Pts. |
| ------- | - | - | - | - | --- | --- | --- | ---- |
| Espanha | 3 | 3 | 0 | 0 | 109 | 76  | +33 | 6    |
| Chéquia | 3 | 2 | 0 | 1 | 97  | 88  | +9  | 4    |
| Egito   | 3 | 1 | 0 | 2 | 94  | 88  | +6  | 2    |
| Catar   | 3 | 0 | 0 | 3 | 65  | 113 | -48 | 0    |

- Resultados

| Data     | Hora² | Partida¹ | Partida¹ | Partida¹ | Resultado |
| -------- | ----- | -------- | -------- | -------- | --------- |
| 20.01.07 | 15:45 | Chéquia  | -        | Catar    | 37-23     |
| 20.01.07 | 18:00 | Espanha  | -        | Egito    | 33-29     |
| 21.01.07 | 15:45 | Catar    | -        | Espanha  | 18-41     |
| 21.01.07 | 18:00 | Egito    | -        | Chéquia  | 30-31     |
| 22.01.07 | 18:00 | Egito    | -        | Catar    | 35-24     |
| 22.01.07 | 20:00 | Espanha  | -        | Chéquia  | 35-29     |

- (¹) -  Todos em Bremen
- (²) -  Hora local da Alemanha (UTC +1)

### Grupo E
| Time      | P | V | E | D | GP | GC  | SG  | Pts. |
| --------- | - | - | - | - | -- | --- | --- | ---- |
| Hungria   | 3 | 3 | 0 | 0 | 89 | 82  | +7  | 6    |
| Dinamarca | 3 | 2 | 0 | 1 | 95 | 75  | +20 | 4    |
| Noruega   | 3 | 1 | 0 | 2 | 88 | 65  | +23 | 2    |
| Angola    | 3 | 0 | 0 | 3 | 64 | 114 | -50 | 0    |

- Resultados

| Data     | Hora² | Partida¹  | Partida¹ | Partida¹  | Resultado |
| -------- | ----- | --------- | -------- | --------- | --------- |
| 20.01.07 | 18:15 | Noruega   | -        | Angola    | 41-13     |
| 20.01.07 | 20:15 | Dinamarca | -        | Hungria   | 29-30     |
| 21.01.07 | 18:15 | Angola    | -        | Dinamarca | 20-39     |
| 21.01.07 | 20:15 | Hungria   | -        | Noruega   | 25-22     |
| 22.01.07 | 18:15 | Hungria   | -        | Angola    | 34-31     |
| 22.01.07 | 20:15 | Dinamarca | -        | Noruega   | 27-25     |

- (¹) -  Todos em Kiel
- (²) -  Hora local da Alemanha (UTC +1)

### Grupo F
| Time          | P | V | E | D | GP  | GC  | SG  | Pts. |
| ------------- | - | - | - | - | --- | --- | --- | ---- |
| Croácia       | 3 | 3 | 0 | 0 | 108 | 72  | +36 | 6    |
| Rússia        | 3 | 1 | 1 | 1 | 94  | 83  | +11 | 3    |
| Coreia do Sul | 3 | 1 | 1 | 1 | 87  | 92  | -5  | 3    |
| Marrocos      | 3 | 0 | 0 | 3 | 60  | 102 | -42 | 0    |

- Resultados

| Data     | Hora² | Partida¹      | Partida¹ | Partida¹      | Resultado |
| -------- | ----- | ------------- | -------- | ------------- | --------- |
| 20.01.07 | 16:00 | Croácia       | -        | Marrocos      | 35-22     |
| 20.01.07 | 18:00 | Rússia        | -        | Coreia do Sul | 32-32     |
| 21.01.07 | 16:00 | Marrocos      | -        | Rússia        | 19-35     |
| 21.01.07 | 18:00 | Coreia do Sul | -        | Croácia       | 23-41     |
| 22.01.07 | 18:00 | Marrocos      | -        | Coreia do Sul | 19-32     |
| 22.01.07 | 20:00 | Croácia       | -        | Rússia        | 32-27     |

- (¹) -  Todos em Stuttgart
- (²) -  Hora local da Alemanha (UTC +1)

## Segunda Fase

### Grupo 1
| Time      | P | V | E | D | GP  | GC  | SG  | Pts. |
| --------- | - | - | - | - | --- | --- | --- | ---- |
| Polónia   | 5 | 4 | 0 | 1 | 162 | 147 | +15 | 8    |
| Alemanha  | 5 | 4 | 0 | 1 | 157 | 138 | +19 | 8    |
| Islândia  | 5 | 3 | 0 | 2 | 161 | 153 | +8  | 6    |
| França    | 5 | 3 | 0 | 2 | 142 | 128 | +14 | 6    |
| Eslovênia | 5 | 1 | 0 | 4 | 140 | 165 | -25 | 2    |
| Tunísia   | 5 | 0 | 0 | 5 | 142 | 173 | -31 | 0    |

- Resultados

| Data     | Hora³ | Partida   | Partida | Partida     | Resultado |
| -------- | ----- | --------- | ------- | ----------- | --------- |
| 24.01.07 | 17:30 | Eslovênia | -       | Alemanha ²  | 29-35     |
| 24.01.07 | 17:30 | Tunísia   | -       | Islândia ¹  | 30-36     |
| 24.01.07 | 19:30 | França    | -       | Polónia ¹   | 31-22     |
| 25.01.07 | 16:30 | Tunísia   | -       | Alemanha ¹  | 28-35     |
| 25.01.07 | 18:30 | Polónia   | -       | Islândia ²  | 35-33     |
| 25.01.07 | 20:30 | França    | -       | Eslovênia ² | 33-19     |
| 27.01.07 | 16:30 | França    | -       | Alemanha ¹  | 26-29     |
| 27.01.07 | 18:00 | Islândia  | -       | Eslovênia ² | 32-31     |
| 27.01.07 | 20:00 | Polónia   | -       | Tunísia ²   | 40-31     |
| 28.01.07 | 15:30 | Alemanha  | -       | Islândia ¹  | 33-28     |
| 28.01.07 | 17:30 | Eslovênia | -       | Polónia ²   | 27-38     |
| 28.01.07 | 19:30 | França    | -       | Tunísia ²   | 28-26     |

- (¹) -  Em Dortmund
- (²) -  Em Halle
- (³) -  Hora local da Alemanha (UTC +1)

### Grupo 2
| Time      | P | V | E | D | GP  | GC  | SG  | Pts. |
| --------- | - | - | - | - | --- | --- | --- | ---- |
| Croácia   | 5 | 5 | 0 | 0 | 145 | 128 | +17 | 10   |
| Dinamarca | 5 | 3 | 0 | 2 | 141 | 134 | +7  | 6    |
| Espanha   | 5 | 3 | 0 | 2 | 152 | 145 | +7  | 6    |
| Rússia    | 5 | 2 | 0 | 3 | 136 | 142 | -6  | 4    |
| Hungria   | 5 | 2 | 0 | 3 | 132 | 138 | -6  | 4    |
| Chéquia   | 5 | 0 | 0 | 5 | 138 | 157 | -19 | 0    |

- Resultados

| Data     | Hora² | Partida¹  | Partida¹ | Partida¹ | Resultado |
| -------- | ----- | --------- | -------- | -------- | --------- |
| 24.01.07 | 16:15 | Chéquia   | -        | Hungria  | 25-28     |
| 24.01.07 | 18:15 | Espanha   | -        | Rússia   | 33-29     |
| 24.01.07 | 20:15 | Dinamarca | -        | Croácia  | 26-28     |
| 25.01.07 | 16:15 | Chéquia   | -        | Rússia   | 26-30     |
| 25.01.07 | 18:15 | Croácia   | -        | Hungria  | 25-18     |
| 25.01.07 | 20:15 | Dinamarca | -        | Espanha  | 27-23     |
| 27.01.07 | 16:15 | Croácia   | -        | Chéquia  | 31-29     |
| 27.01.07 | 18:15 | Hungria   | -        | Espanha  | 31-33     |
| 27.01.07 | 20:15 | Dinamarca | -        | Rússia   | 26-24     |
| 28.01.07 | 16:15 | Espanha   | -        | Croácia  | 19-28     |
| 28.01.07 | 18:15 | Rússia    | -        | Hungria  | 26-25     |
| 28.01.07 | 20:15 | Dinamarca | -        | Chéquia  | 33-29     |

- (¹) -  Todos em Mannheim
- (²) -  Hora local da Alemanha (UTC +1)

## Fase Final
|  | Quartas-de-final | Quartas-de-final |              |    | Semifinal       | Semifinal       |  |  | Final          | Final          |
|  |                  |                  |              |    | 1º de fevereiro | 1º de fevereiro |  |  | 4 de fevereiro | 4 de fevereiro |
|  |                  |                  |              |    |                 |                 |  |  |                |                |
|  |                  |                  |              |    |                 |                 |  |  |                |                |
|  |                  |                  |              |    |                 |                 |  |  |                |                |
|  | Espanha          | 25               |              |    |                 |                 |  |  |                |                |
|  | Espanha          | 25               |              |    |                 |                 |  |  |                |                |
|  | Alemanha         | 27               |              |    |                 |                 |  |  |                |                |
|  | Alemanha         | 27               | Alemanha (¹) | 32 |                 |                 |  |  |                |                |
|  |                  |                  | Alemanha (¹) | 32 |                 |                 |  |  |                |                |
|  |                  | França           | 31           |    |                 |                 |  |  |                |                |
|  | Croácia          | França           | 31           | 18 |                 |                 |  |  |                |                |
|  | Croácia          |                  |              | 18 |                 |                 |  |  |                |                |
|  | França           | 21               |              |    |                 |                 |  |  |                |                |
|  | França           | 21               | Alemanha     | 29 |                 |                 |  |  |                |                |
|  |                  |                  | Alemanha     | 29 |                 |                 |  |  |                |                |
|  |                  | Polónia          | 24           |    |                 |                 |  |  |                |                |
|  | Polónia          | Polónia          | 24           | 28 |                 |                 |  |  |                |                |
|  | Polónia          |                  |              | 28 |                 |                 |  |  |                |                |
|  | Rússia           | 27               |              |    |                 |                 |  |  |                |                |
|  | Rússia           | 27               | Polónia (¹)  | 36 |                 |                 |  |  |                |                |
|  |                  |                  | Polónia (¹)  | 36 |                 |                 |  |  |                |                |
|  |                  | Dinamarca        | 33           |    |                 |                 |  |  |                |                |
|  | Islândia         | Dinamarca        | 33           | 41 |                 |                 |  |  |                |                |
|  | Islândia         |                  |              | 41 |                 |                 |  |  |                |                |
|  | Dinamarca (¹)    | 42               |              |    |                 |                 |  |  |                |                |
|  | Dinamarca (¹)    | 42               |              |    |                 |                 |  |  |                |                |

- (¹) Após a prorrogação

## Quartas-de-Final
| Data     | Hora³ | Partida  | Partida | Partida     | Resultado |
| -------- | ----- | -------- | ------- | ----------- | --------- |
| 30.01.07 | 17:30 | Espanha  | -       | Alemanha ¹  | 25-27     |
| 30.01.07 | 20:00 | Croácia  | -       | França ¹    | 18-21     |
| 30.01.07 | 17:30 | Polónia  | -       | Rússia ²    | 28-27     |
| 30.01.07 | 20:00 | Islândia | -       | Dinamarca ² | 41-42     |

- (¹) -  Em Colônia
- (²) -  Em Hamburgo
- (³) -  Hora local da Alemanha (UTC +1)

## Semifinais
| Data     | Hora³ | Partida  | Partida | Partida     | Resultado |
| -------- | ----- | -------- | ------- | ----------- | --------- |
| 01.02.07 | 17:30 | Alemanha | -       | França ¹    | 32-31     |
| 01.02.07 | 20:00 | Polónia  | -       | Dinamarca ² | 36-33     |

- (¹) -  Em Colônia
- (²) -  Em Hamburgo
- (³) -  Hora local da Alemanha (UTC +1)

## Terceiro lugar
| Data     | Hora² | Partida¹  | Partida¹ | Partida¹ | Resultado |
| -------- | ----- | --------- | -------- | -------- | --------- |
| 04.02.07 | 14:00 | Dinamarca | -        | França   | 34-27     |

## Final
| Data     | Hora² | Partida¹ | Partida¹ | Partida¹ | Resultado |
| -------- | ----- | -------- | -------- | -------- | --------- |
| 04.02.07 | 16:30 | Polónia  | -        | Alemanha | 24-29     |

- (¹) -  Em Colônia
- (²) -  Hora local da Alemanha (UTC +1)

### Classificação Geral
| 1. Alemanha       |
| 2. Polónia        |
| 3. Dinamarca      |
| 4. França         |
| 5. Croácia        |
| 6. Rússia         |
| 7. Espanha        |
| 8. Islândia       |
| 9. Hungria        |
| 10. Eslovênia     |
| 11. Tunísia       |
| 12. Chéquia       |
| 13. Noruega       |
| 14. Ucrânia       |
| 15. Coreia do Sul |
| 16. Argentina     |
| 17. Egito         |
| 18. Kuwait        |
| 19. Brasil        |
| 20. Marrocos      |
| 21. Angola        |
| 22. Gronelândia   |
| 23. Catar         |
| 24. Austrália     |

As equipes do 2º ao 7º lugar se classificaram ao Torneio Pré-Olímpico de maio de 2008. 

### Artilheiros
| Posição | Nome                    | País     | Gols |
| ------- | ----------------------- | -------- | ---- |
| 1       | Guðjón Valur Sigurðsson | Islândia | 66   |
| 2       | Filip Jícha             | Chéquia  | 57   |
| 3       | Karol Bielecki          | Polónia  | 56   |

### Equipe do Campeonato
| Jogador          | País      | Posto           |
| ---------------- | --------- | --------------- |
| Henning Fritz    | Alemanha  | Goleiro         |
| Eduard Kokcharov | Rússia    | Meia Esquerda   |
| Nikola Karabatić | França    | Ponta Esquerda  |
| Michael Kraus    | Alemanha  | Central-Armador |
| Marcin Lijewski  | Polónia   | Ponta Direita   |
| Mariusz Jurasik  | Polónia   | Meia Direita    |
| Michael Knudsen  | Dinamarca | Pivô            |

### MVP Alemanha 2007
| Nome        | País    |
| ----------- | ------- |
| Ivano Balić | Croácia |

| Campeonato Mundial de Handebol Masculino de 2007 |
| Campeão                                          |
| ------------------------------------------------ |
| Alemanha 3º Título                               |